# フェザー安全剃刀
フェザー安全剃刀株式会社（フェザーあんぜんかみそり）は、日本の剃刀（カミソリ）・替刃メーカー。カミソリ製品をはじめ、シェービングフォーム、理美容製品、工業用刃物、医療用刃物を製造している。大阪府大阪市北区大淀南に本社を置く。

## 概要
「FEATHER」ブランドで知られるカミソリ及び理美容関連製品の製造販売をおこなう。ブランド及び会社名の「フェザー」は「羽根で頬を撫でるような肌触り」を求めて英語のFeather（羽）に由来するものである。
シェア及びウェートは業務用向けに強い。一般用カミソリも製造してはいるが国内シェアはシックやジレット（P&Gジャパン）が圧倒的に強いことから、ホテルなど宿泊滞在用の簡易剃刀などに特化している。主に商品の大半を日本国内で生産しており、「日本製」をアピールしている。
元々は刃物の生産地で知られる岐阜県関市で創業されたが、現在は大阪に本社を置いている。なお兄弟企業でありかつライバル企業である貝印とは、同じ地での創業だが、貝印は東京都千代田区に本社を置いている。なお、工場は岐阜県関市と同県美濃市の2カ所に所在する。

## 事業所
本社
大阪府大阪市北区大淀南3-3-70
東京支店
東京都中央区日本橋浜町1-2-2
関工場
岐阜県関市宮河町1-7-5
美濃工場
岐阜県美濃市松森600-1
日ノ出本部・総合研究所
岐阜県関市日ノ出町1-17
※フェザーミュージアムを常設。

## 沿革
- 1932年7月 岐阜県関市に於いて『關安全剃刀製造合資會社』として設立。
- 1936年 メーカー商標の確立を目標にした、「羽根印」の替刃の製造を開始。
- 1936年 關安全剃刀製造合資會社を解散し、日本セーフティーレザー株式會社を設立。
- 1940年 日本セーフティーレザー株式會社の商号を、戦時中の敵性語規制に伴い、日本安全剃刀株式會社に改称。
- 1941年3月 本社機能を大阪市西淀川区に移転。
- 1949年10月 本社を大阪市大淀区（のちの北区）大淀町南に移転。
- 1953年2月 『フェザー安全剃刀株式会社』に商号変更。
- 1956年9月 東京出張所（のちの東京支店）開設。
- 1957年4月 昭和天皇・香淳皇后夫妻が関工場を臨幸。
- 1964年10月 東京オリンピック協賛。
- 1970年 日本万国博覧会出展参加。
- 1985年2月 東京都中央区日本橋浜町に東京支店自社ビル開設。
- 2000年5月 『カミソリ文化伝承館・フェザーミュージアム』を開設。
- 2012年2月 本社ビル老朽化による建て替えのため、2013年2月まで本社機能を大阪市北区堂島に仮移転。
- 2012年10月 新関工場竣工。旧関工場は「日ノ出工場」に名称変更。
- 2013年3月 新本社ビル竣工。
- 2015年3月 新総合研究所竣工。
- 2016年3月 フェザーミュージアム「世界初の刃物総合博物館」としてリニューアルオープン。
- 2017年7月 創業85周年を迎える。（社員記念式典実施 ハワイ）
- 2022年7月 創業90周年を迎える。

## 商品

### 現在
- 安全カミソリ・片刃カミソリ用ホルダー
  - サムライエッジ - 3枚刃。海外では『FEATHER F3』として販売されている。
  - F-llneo - 2枚刃。ロングセラー製品である「フェザーF-II」のフルモデルチェンジ版。2002年発売。
  - MR3neo - 2008年発売。3枚刃。発売当時のテレビCMではロックバンド「髭」の『髭よさらば』（5枚目のシングルである『夢でさよなら』のカップリング曲）がCMソングに使われており[注釈 1]、リーダーである須藤寿の髭をMR3で剃り落とすイラストがロゴマークとして使われた[2]。なお、発売当初はホルダーのデザインが大幅に異なっており、現行のクロムホルダーに変更されたのは2014年からである。

※上記の3モデルともエフシステムが採用されているため、それぞれの替刃と互換性がある。
- その他の片刃カミソリ用ホルダー
  - ベストエース - 使い捨てカミソリ。2枚刃。
- 安全カミソリ・両刃カミソリ用ホルダー
  - ポピュラー - 普及型のバタフライ型両刃カミソリホルダー。1965年12月発売で「フェザーS」、「ハイ・ステンレス」に次ぐロングセラー商品。
  - アジャスタブル - ソフト＆ハードと2種類の刃の出方を選択できるバタフライ型両刃カミソリホルダー。1966年4月21日に発売されたが途中で生産中止となり、2000年代後半より再生産を開始[注釈 2]。
  - 特撰 - オールステンレスレザーのスリーピース型両刃カミソリホルダー。ステンレス製の台座スタンドが付属されている。
- 替刃
  - ハイ・ステンレス - 1964年発売。日本で唯一量販されているステンレス製の両刃カミソリ用替刃[注釈 3]。片刃タイプもある。
  - フェザーS - 1963年11月発売。唯一のロングセラー製品でもある炭素鋼の両刃カミソリ用替刃。通称：青函。片刃タイプもある。
- 男性用シェービング化粧品
  - ハイシェーブフォーム - シェービングフォーム。
  - ハイシェーブマリンステージフォーム - マリンコラーゲンと海藻エキスが配合されたことにより、保湿効果の優れたシェービングフォーム。
  - ハイシェーブモイストライム - ヒアルロン酸配合のシェービングフォーム。
  - ハイシェーブモイストジェル - シェービングジェル。
  - ハイシェーブモイストジェル・フレッシュ - シェービングジェル。
- 女性用安全カミソリ製品
  - マーメイド
  - フラミンゴ - 1972年11月発売。現行の製品パッケージに記載されている女性モデルは女優の大川めぐみである。
  - ピアニィ
  - ピアニィ背中用・全身用 - 3枚刃の替刃式ムダ毛処理用カミソリ。折りたたみ式の延長用持ち手が付いており背中の毛を剃ることが可能。サムライエッジのホルダーを流用しているため、同品の替刃も使用可能。
- セルフヘアカット製品
  - ヘアカットモンスター - 2022年10月3日発売。創業90周年製品。自身で髪の毛を簡単にカットできるヘアカット器具。前髪用とサイド・後ろ髪用の2種類。
- 爪切り
- 業務用刃物（理容店向け）
- 業務用理美容化粧品（理容店・美容室向け）
  - プレシェーブジェル『軟化』
  - アフターシェーブジェル『緩和』
  - ブッ飛び髭太郎　- 2020年2月17日発売。エタノール80%が配合された、スプレー式理容用カミソリ洗浄・消毒剤
  - Temorin(テモリン)　- 2021年11月30日発売。コロナ禍におけるアルコール消毒が必須となり、その際の手荒れを防ぐために開発された、保湿成分配合の消毒用ハンドミルク。
- 医療用刃物
- 工業用刃物ほか。

### 過去
- 安全カミソリ・片刃カミソリ用ホルダー
  - フェザーシングル - 1枚刃。1970年11月発売。発売当初は「フェザーインジェクター」として売り出したものの、1971年3月にシックインジェクターの発売元であるシックからの抗議を受けて改称された。
  - フェザーシングルII - 同上の2枚刃タイプ。1974年1月発売。
  - F-ll - 2枚刃。1975年4月発売。世界初のクリーニング機構を採用したモデル。発売当初は他社製のスライド式ホルダーにも対応した。1979年7月には首振り機構が備わったものにモデルチェンジ。また、使い捨て型「F-IIディスポ」や1988年11月には同品の木製ホルダーとシェービングブラシがセットになった「ウッディモーニングII」が限定商品として発売されたことがある。固定式ホルダー「F-II スライダー」（1988年2月発売）、コンビニ限定のコンパクトサイズ「F-II ラ・バ・ダ」（1989年8月発売）、電動振動式「F-II 電動レザー」（1993年発売）と派生品も多く、幾度のマイナーチェンジを重ねて生産が続けられたが、エフシステム採用の「F-llneo」へのフルモデルチェンジに伴い、2002年に生産終了。
  - ソルテック - 2枚刃。1990年4月発売。縦方向だけでなく横方向にも刃が動くタイプ。なお、この機構は現行品の「サムライエッジ」にも継承されている。
  - 安全宣言「The GUARD」 - 1994年発売。横滑りなどによる皮膚の保護及び負傷防止の半円形ワイヤーが設けられた2枚刃カミソリ[注釈 4]。ボクシング漫画『はじめの一歩』の幕之内一歩と鴨川源二が起用されたテレビCMが制作され、同作品の掲載誌である「週刊少年マガジン」でも広告展開が行われた。
- 安全カミソリ・両刃カミソリ用ホルダー
  - ポータブル - 1965年8月21日発売。スリーピース型の携帯用両刃カミソリホルダー。1990年代に生産終了。
  - ハイレザー - 1965年8月発売。
  - スタンダードデラックス - 1965年8月21日発売。
  - スインググリップ - 1967年3月21日発売。バタフライ式両刃カミソリホルダーでダイヤル式開閉ネジが刃先の根元についた現行の「ポピュラー」と同じタイプ。
  - スイングスペシャル - 1969年11月16日発売。ホルダーの胴軸にフッ素樹脂「ポリフロン」を使用したバタフライ式両刃カミソリホルダー。
  - ウッディモーニング - 1987年2月発売の創立55周年記念製品。ホルダーの胴体が木製でシェービングブラシと専用スタンドがセットになっていた。数量限定での販売だった。
- 替刃
  - 赤函 - 厚み0.1mmの替刃。両刃・片刃ともに1971年3月に生産終了。
  - 緑函 - スウェーデン産のサンドビック材を使用した0.08mmの替刃。両刃用は1953年1月、片刃用は1958年6月にそれぞれ発売されたが、1971年3月に生産終了。
  - ゴールドフェザー - 1953年10月発売。銅メッキの技術の応用により刃自体が金色なのが特徴。
  - 銀函 - 1962年発売。フェザー初のステンレス替刃。
  - スーパーステンレス - 1969年11月発売。
  - ハイ・ステンレス　スパッタム - 1971年5月発売。刃先に電子処理を施した「スパッタム加工」の両刃用替刃。
- 女性用安全カミソリ
  - エステタイム - 「フェザーF-II」のホルダーを流用した女性用替刃式カミソリ。
- 男性用シェービング化粧品
  - ハイシェーブ - 1965年9月発売。発売当時はスプレー缶、チューブ入りクリームの2種類がラインナップされていた。また、1980年代にはブラシ付きスプレー缶も発売されたことがある。
- 女性用シェービング化粧品
  - ピーチクラブ　- 平成8年2月発売。ピーチエキス配合の女性用シェービングクリーム。フェイス用（チューブタイプ、ピアニィL一本が付属）・ボディ用（ゲルタイプ、ピアニィT一本が付属）と2種類がラインナップされていた。

## 宣伝活動

### 企業博物館
フェザー安全剃刀の工場がある岐阜県関市に、日本で唯一のカミソリの博物館「フェザーミュージアム」がある。江戸時代から昭和初期にかけてのカミソリや、フェザー創業時から現在にかけての広告・商品の展示を行なっている。

### 新聞広告
シェービングフォーム「ハイシェーブ」のスプレー缶に描かれている「髭剃りをしている男性」のイラストを流用し、「カミソリはフェザー」と言うキャッチフレーズとホームページアドレスが添えられただけの新聞広告を朝日新聞などに載せている。

### テレビCM
2008年3月までの間、本社が所在する大阪市にある朝日放送制作の全国ネットによるテレビ番組をスポンサー提供していた。2006年3月21日放送『最終警告たけしの本当は怖い家庭の医学』特番を以って長年の提供枠を降板。同年4月以降は朝日放送の系列会社であるスカイ・A（→スカイ・A sports+）で放送の番組にスポンサー提供している。
最新CMについてはホームページでも動画で見ることが出来る。

### スポンサー番組
※すべて過去。
テレビ番組
- 朝だ!生です旅サラダ（朝日放送・テレビ朝日系列）
- これは知ってナイト (朝日放送・テレビ朝日系列)
- 興味しんしん丸（朝日放送・テレビ朝日系列）
- たけしの万物創世記 (朝日放送・テレビ朝日系列)
- 人気者でいこう!（朝日放送・テレビ朝日系列）
- 最終警告!たけしの本当は怖い家庭の医学（朝日放送・テレビ朝日系列）
- スーパーベースボール（朝日放送・テレビ朝日系列。プロ野球・阪神対巨人戦中継）
- 全日本大学女子駅伝（朝日放送・テレビ朝日系列。2004年までの大阪開催当時）
- 日曜ビッグスペシャル (テレビ東京系)
- クイズ赤恥青恥（テレビ東京系）

ラジオ番組
- スカタン社員（朝日放送ラジオ、1958年）
- フェザー・シルバー・ナイター（TBSラジオ。1962年に日曜日のプロ野球薄暮デーゲーム中継を一社による冠スポンサー提供で放送。1963年に冠タイトルから『日曜薄暮ゲーム』となったが、引き続き一社提供をつづけた）
- フェザー・シルバー・タイム（TBSラジオ。1960年代）

現在はスポット枠でCMを流している。

### CMキャラクター
- 高島忠夫、寿美花代 –「フェザーS」、「ハイ・ステンレス」
- 小野進也 – 「フェザーF-II」
- 二谷英明 – 「ハイ・ステンレス」（1970年）
- 堺正章 - フェザーシングル（1970年代前半）
- 大川めぐみ - フラミンゴシリーズ
- 幕之内一歩（雑誌広告、テレビCM）、鴨川源二(テレビCMのみ) - 安全宣言ザ・ガード（漫画『はじめの一歩』より）
- NMB48 - サムライエッジ

CMキャラクターではないが、1977年1月から放送開始した「フェザーF-II」のテレビCMでは内海賢二がナレーションを務めた。

### CMソング
- 「フェザー オソリソリ[注釈 7]」（1967年頃、「ハイ・ステンレス」） - 作詞・作曲：はやしこば、歌：ハニー・ナイツ、台詞：堀絢子